# Çobanözü, Sinanpaşa
Çobanözü là một xã thuộc huyện Sinanpaşa, tỉnh Afyonkarahisar, Thổ Nhĩ Kỳ. Dân số thời điểm năm 2011 là 806 người.